# Apoxquila
Apoxquila är en ort i Mexiko.   Den ligger i kommunen Tlaquilpa och delstaten Veracruz, i den sydöstra delen av landet, 230 km öster om huvudstaden Mexico City. Apoxquila ligger 2 597 meter över havet och antalet invånare är 148.
Terrängen runt Apoxquila är lite bergig. Runt Apoxquila är det ganska tätbefolkat, med 93 invånare per kvadratkilometer. Närmaste större samhälle är Zongolica, 16,3 km nordost om Apoxquila. Omgivningarna runt Apoxquila är en mosaik av jordbruksmark och naturlig växtlighet.